# فرانسيسكو بيزانو
فرانسيسكو بيزانو (بالإسبانية: Francisco Pizano)‏ (17 يناير 1987 في المكسيك - ) هو لاعب كرة قدم مكسيكي في مركز الدفاع. لعب مع كلوب ليون ونادي بويبلا ونادي تيخوانا ونادي جامعة غوادالاخارا.